# Sion-les-Mines
Pour les articles homonymes, voir Sion.
Sion-les-Mines est une commune de l'Ouest de la France, située dans le département de la Loire-Atlantique, en région Pays de la Loire.

## Géographie

Situation de la commune de Sion-les-Mines dans le département de la Loire-Atlantique.

Sion-les-Mines est située à 20 km à l'ouest de Châteaubriant.
Les communes limitrophes sont Ruffigné, Saint-Aubin-des-Châteaux, Lusanger et Mouais en Loire-Atlantique, Saint-Sulpice-des-Landes et La Dominelais en Ille-et-Vilaine.
Sion-les-Mines est ponctuellement limitrophe de Saint-Vincent-des-Landes.
| La Dominelais | Saint-Sulpice-des-Landes | Ruffigné                 |
| Mouais        | Sion-les-Mines           | Saint-Aubin-des-Châteaux |
|               | Lusanger                 |                          |

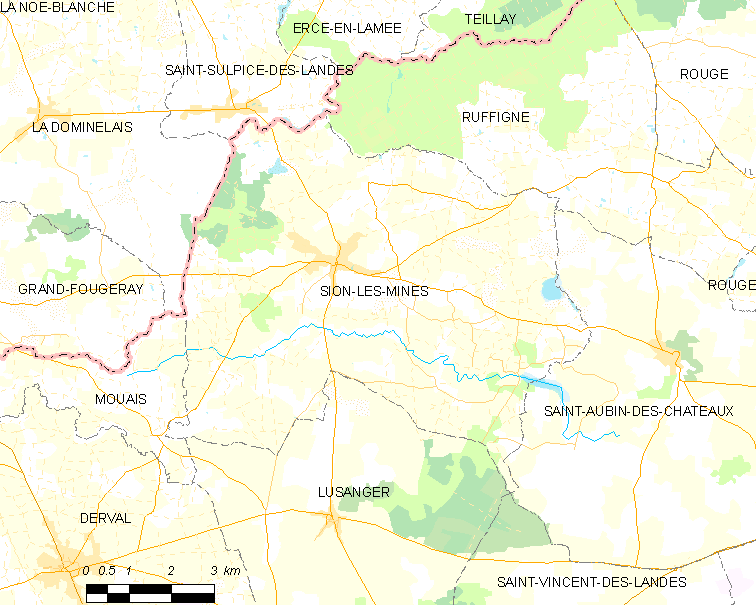
Carte de la commune.

Selon le classement établi par l’Insee en 1999, Sion-les-Mines était une commune rurale non polarisée (cf. Liste des communes de la Loire-Atlantique).

### Climat
Pour des articles plus généraux, voir Climat des Pays de la Loire et Climat de la Loire-Atlantique.
En 2010, le climat de la commune est de type climat océanique altéré, selon une étude du CNRS s'appuyant sur une série de données couvrant la période 1971-2000. En 2020, Météo-France publie une typologie des climats de la France métropolitaine dans laquelle la commune est exposée à un climat océanique et est dans la région climatique  Bretagne orientale et méridionale, Pays nantais, Vendée, caractérisée par une faible pluviométrie en été et une bonne insolation. 
Pour la période 1971-2000, la température annuelle moyenne est de 11,7 °C, avec une amplitude thermique annuelle de 13,3 °C. Le cumul annuel moyen de précipitations est de 733 mm, avec 12,7 jours de précipitations en janvier et 6,5 jours en juillet. Pour la période 1991-2020, la température moyenne annuelle observée sur la station météorologique de Météo-France la plus proche, « La-Noe-Blanche », sur la commune de La Noë-Blanche à 13 km à vol d'oiseau, est de 12,2 °C et le cumul annuel moyen de précipitations est de 780,5 mm,. Pour l'avenir, les paramètres climatiques de la commune estimés pour 2050 selon différents scénarios d'émission de gaz à effet de serre sont consultables sur un site dédié publié par Météo-France en novembre 2022.

## Urbanisme

### Typologie
Au 1er janvier 2024, Sion-les-Mines est catégorisée commune rurale à habitat très dispersé, selon la nouvelle grille communale de densité à sept niveaux définie par l'Insee en 2022.
Elle est située hors unité urbaine et hors attraction des villes,.

### Occupation des sols
L'occupation des sols de la commune, telle qu'elle ressort de la base de données européenne d’occupation biophysique des sols Corine Land Cover (CLC), est marquée par l'importance des territoires agricoles (89,7 % en 2018), une proportion sensiblement équivalente à celle de 1990 (90,2 %). La répartition détaillée en 2018 est la suivante : 
terres arables (58,5 %), zones agricoles hétérogènes (22,7 %), prairies (8,5 %), forêts (7,7 %), zones urbanisées (2 %), eaux continentales (0,6 %). L'évolution de l’occupation des sols de la commune et de ses infrastructures peut être observée sur les différentes représentations cartographiques du territoire : la carte de Cassini (XVIIIe siècle), la carte d'état-major (1820-1866) et les cartes ou photos aériennes de l'IGN pour la période actuelle (1950 à aujourd'hui).

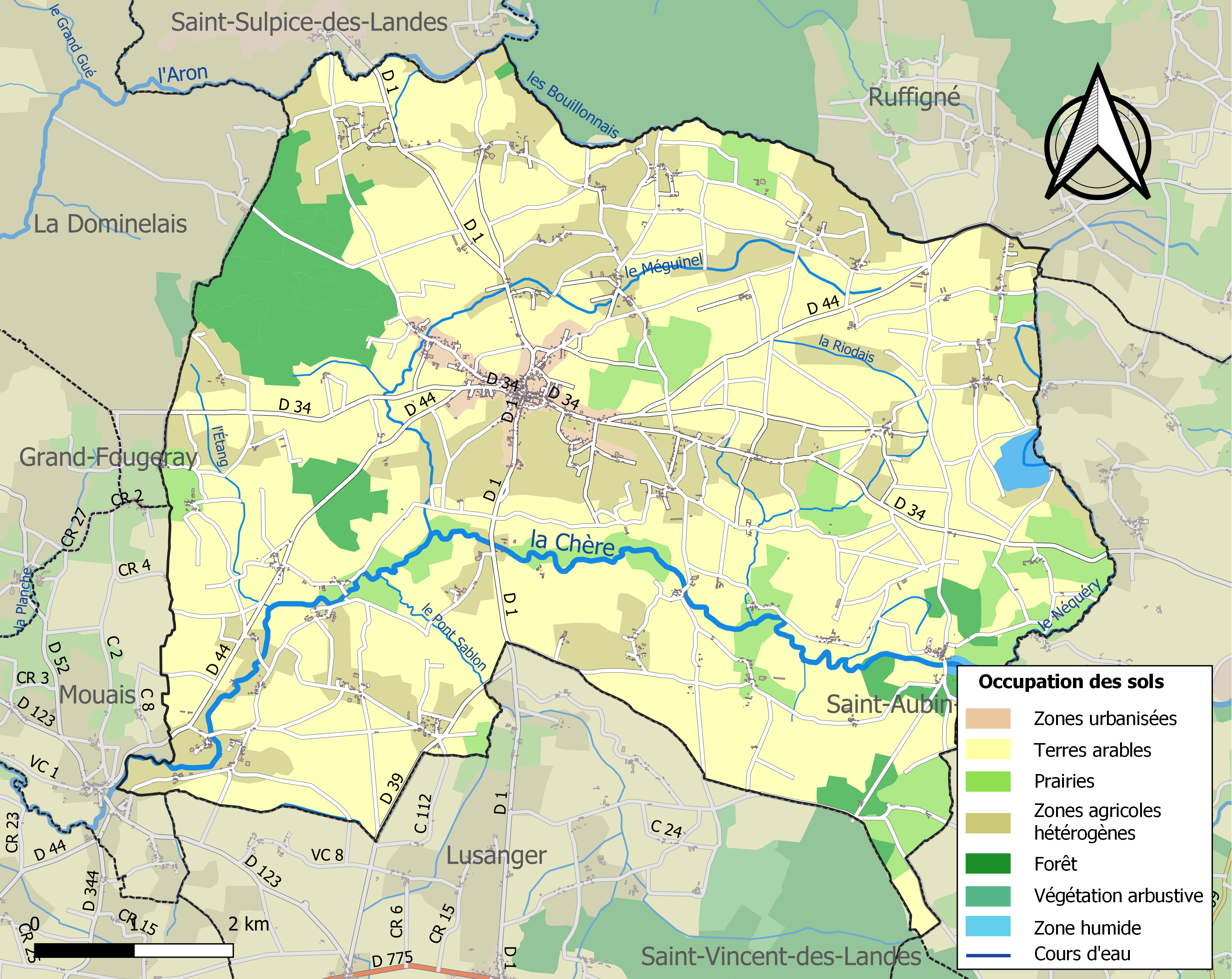
Carte des infrastructures et de l'occupation des sols de la commune en 2018 (CLC).

## Population et société

### Démographie

#### Évolution démographique
L'évolution du nombre d'habitants est connue à travers les recensements de la population effectués dans la commune depuis 1793. Pour les communes de moins de 10 000 habitants, une enquête de recensement portant sur toute la population est réalisée tous les cinq ans, les populations de référence des années intermédiaires étant quant à elles estimées par interpolation ou extrapolation. Pour la commune, le premier recensement exhaustif entrant dans le cadre du nouveau dispositif a été réalisé en 2005.

En 2022, la commune comptait 1 658 habitants, en évolution de +3,75 % par rapport à 2016 (Loire-Atlantique : +6,68 %, France hors Mayotte : +2,11 %).
| 1793  | 1800  | 1806  | 1821  | 1831  | 1836  | 1841  | 1846  | 1851  |
| ----- | ----- | ----- | ----- | ----- | ----- | ----- | ----- | ----- |
| 2 100 | 2 152 | 2 232 | 2 525 | 2 623 | 2 536 | 2 481 | 2 573 | 2 717 |

| 1856  | 1861  | 1866  | 1872  | 1876  | 1881  | 1886  | 1891  | 1896  |
| ----- | ----- | ----- | ----- | ----- | ----- | ----- | ----- | ----- |
| 2 672 | 2 856 | 2 819 | 2 915 | 2 995 | 3 328 | 3 218 | 3 456 | 3 374 |

| 1901  | 1906  | 1911  | 1921  | 1926  | 1931  | 1936  | 1946  | 1954  |
| ----- | ----- | ----- | ----- | ----- | ----- | ----- | ----- | ----- |
| 3 212 | 3 213 | 3 258 | 2 696 | 2 616 | 2 638 | 2 543 | 2 335 | 2 256 |

| 1962  | 1968  | 1975  | 1982  | 1990  | 1999  | 2005  | 2006  | 2010  |
| ----- | ----- | ----- | ----- | ----- | ----- | ----- | ----- | ----- |
| 2 283 | 2 039 | 1 786 | 1 627 | 1 499 | 1 367 | 1 524 | 1 511 | 1 678 |

| 2015  | 2020  | 2022  | - | - | - | - | - | - |
| ----- | ----- | ----- | - | - | - | - | - | - |
| 1 612 | 1 651 | 1 658 | - | - | - | - | - | - |

#### Pyramide des âges
La population de la commune est relativement jeune.
En 2018, le taux de personnes d'un âge inférieur à 30 ans s'élève à 33,3 %, soit en dessous de la moyenne départementale (37,3 %). À l'inverse, le taux de personnes d'âge supérieur à 60 ans est de 28,1 % la même année, alors qu'il est de 23,8 % au niveau départemental.
En 2018, la commune comptait 813 hommes pour 795 femmes, soit un taux de 50,56 % d'hommes, légèrement supérieur au taux départemental (48,58 %).
Les pyramides des âges de la commune et du département s'établissent comme suit.
| Hommes | Classe d’âge | Femmes |
| ------ | ------------ | ------ |
| 0,7    | 90 ou +      | 1,2    |
| 7,1    | 75-89 ans    | 10,3   |
| 19,3   | 60-74 ans    | 17,8   |
| 21,6   | 45-59 ans    | 20,2   |
| 17,7   | 30-44 ans    | 17,6   |
| 14,5   | 15-29 ans    | 13,6   |
| 19,2   | 0-14 ans     | 19,2   |

| Hommes | Classe d’âge | Femmes |
| ------ | ------------ | ------ |
| 0,6    | 90 ou +      | 1,8    |
| 6      | 75-89 ans    | 8,6    |
| 15,1   | 60-74 ans    | 16,4   |
| 19,4   | 45-59 ans    | 18,8   |
| 20,1   | 30-44 ans    | 19,3   |
| 19,2   | 15-29 ans    | 17,4   |
| 19,5   | 0-14 ans     | 17,6   |

## Toponymie
Le nom de la localité est attesté sous les formes Syun en 1248, Soyon en 1287 et Syon en 1321.
Le nom de Sion-les-Mines vient du latin Sium (une plante que l'on trouve au bord de la rivière de La Chère). Dans toutes les zones humides au bord de la Chère pousse une plante semi-aquatique, l’ache d’eau, que les Romains appelaient « sium » et les Grecs « sion ». Le premier camp établi sur la Chère en tira son nom, mentionné en divers actes bien avant l’implantation du bourg.
C'est par décret du Président de la République, en juin 1920, que Sion devient Sion-les-Mines.
En gallo, la langue d'oil locale, le nom de la commune est resté Sion,.
En 1944, Théophile Jeusset crée un premier nom de la localité en breton : Hezin. La forme bretonne proposée par l'Office public de la langue bretonne est Hezin-ar-Mengleuzioù.

## Histoire
La commune est située dans une zone de forte densité de monuments mégalithiques. Elle a été occupée dès le Néolithique, comme l'attestent la présence de plusieurs monuments encore visibles (menhir de Briangault, menhir de Pierre-Pin, La Roche à la Bergère). L'alignement de la Grée à Midi et l'allée couverte de Pir-Han ont été démantelés et une partie des pierres réutilisée pour la construction du calvaire situé près de la D1.
Sion-les-Mines, anciennement appelé Syon, est établi sur le coteau dominant de 25 m la Chère et le Méguinel. Il était environné de forêts (Domnech, Teillay) et d’étangs.
Les Romains s’installèrent à Domnech pour exploiter le minerai de fer très abondant à fleur de terre et y construisirent un camp fortifié ultérieurement transformé en château.
Sion, éloigné de toute ville, connaît une évolution paisible des petites communes rurales. Les mines de fer employaient une main d’œuvre nombreuse jusque dans les années 1970 où leur exploitation cessa définitivement.
La commune de Sion-les-Mines est dénommée Sion jusqu'au décret du 18 avril 1920.
Les vingt-sept, de la carrière de la Sablière à Châteaubriant, le 22 octobre 1941
1re Sépulture : Sion les Mines
Maurice Gardette : 49 ans, de Paris (20e), conseiller général communiste de la Seine. Son corps a été transféré dans le cimetière parisien du Père Lachaise.
Claude Lalet : 21 ans, né à Montmorency (Val-d'Oise), militant communiste. Son corps a été transféré dans le cimetière parisien du Père Lachaise.
Charles Michels : 38 ans, né à Paris (13e). Député communiste de la Seine, secrétaire de la Fédération C. G. T. des cuirs et peaux. Son corps a été transféré dans le cimetière parisien du Père Lachaise.

## Héraldique
| Blason | Blasonnement : De gueules au croissant accompagné de six molettes d'éperon, trois en chef, deux aux flancs, une en pointe, le tout d'argent. Commentaires : Blason de Geoffroy de Syon, reproduit dans les chartes des Blancs-Manteaux, sur le manuscrit dit de « L'Arsenal ». Blason (délibération municipale du 21 mars 1969) enregistré le 11 avril 1969. |

## Politique et administration
| Période                                  | Période                       | Identité         | Étiquette             | Qualité                                            |
| ---------------------------------------- | ----------------------------- | ---------------- | --------------------- | -------------------------------------------------- |
| Les données manquantes sont à compléter. |                               |                  |                       |                                                    |
| 1945                                     | mars 1977                     | Roger Daguin     | RPF puis Rad. puis SE | Médecin Conseiller général de Derval (1945 → 1979) |
| mars 1977                                | mars 1989                     | Francis Lemaitre |                       |                                                    |
| mars 1989                                | mars 2001                     | Yves David       |                       | Agriculteur                                        |
| mars 2001                                | novembre 2005 (démission)     | Maryse Hélion    | DVG                   |                                                    |
| novembre 2005                            | mars 2008                     | Claude Bouron    |                       |                                                    |
| mars 2008                                | mars 2014                     | Joseph David     | DVG                   | Retraité de l'agriculture                          |
| mars 2014                                | En cours (au 24 octobre 2022) | Bruno Debray     | DVD                   | Exploitant agricole                                |

## Lieux et monuments
- Allée couverte de Pir Han.
- Menhir de Briangault, classé au titre des monuments historiques en 1983[22].
- Menhir de la Grée à Midi, classé au titre des monuments historiques en 1929[23].
- Menhir de Pierre-Pin, ou Pierre de Huguenots, inscrit au titre des  monuments historiques en 1988[24].
- Menhir dit Roche à la Bergère, classé au titre des monuments historiques en 1983[25].
- Forge de la Hunaudière (ancienne), des XVIIe, XVIIIe et XIXe siècles, ensemble partiellement inscrit et classé au titre des monuments historiques en 1986 et 1987[26].

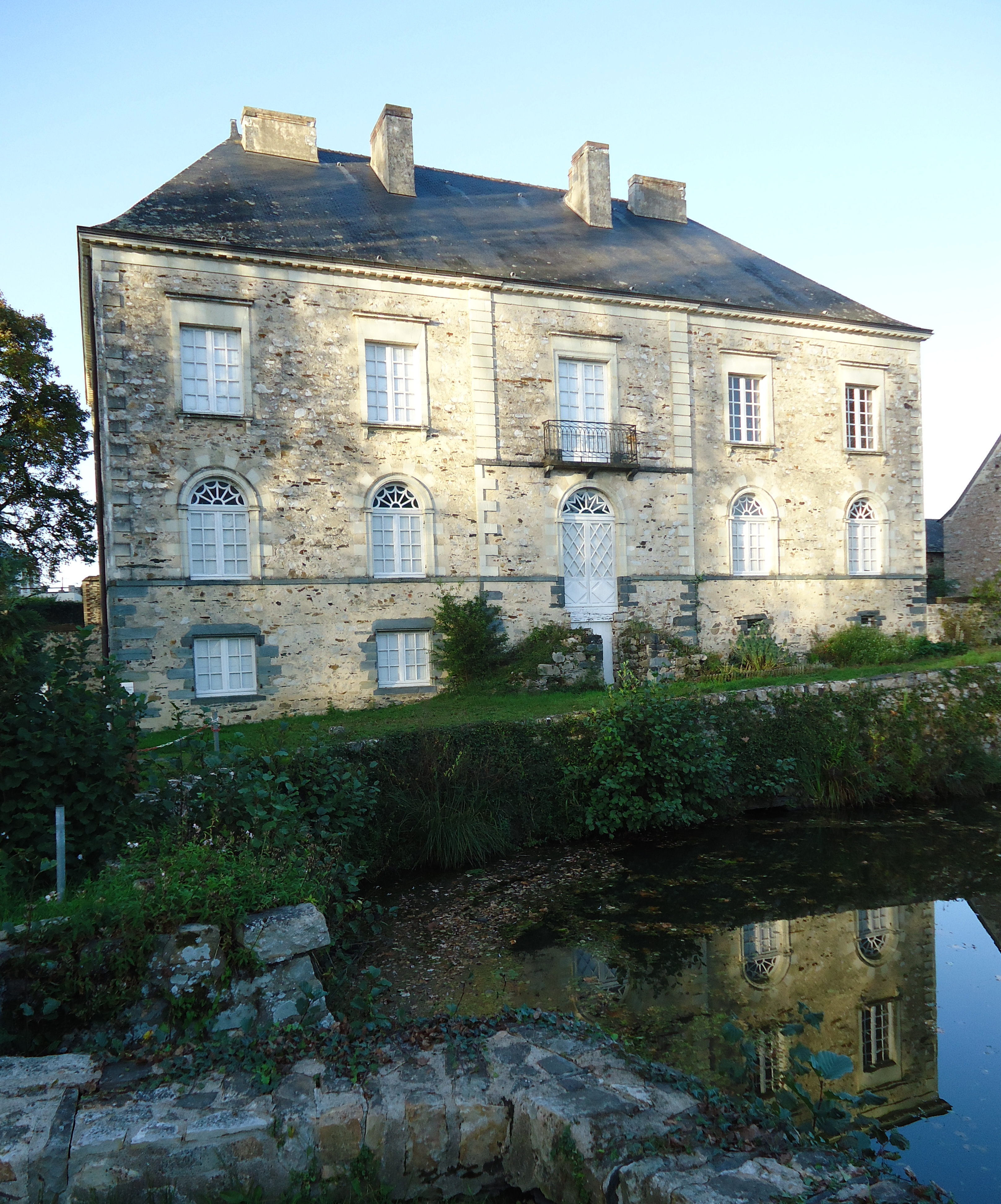
Une maison de maître de la forge des Hunaudières.
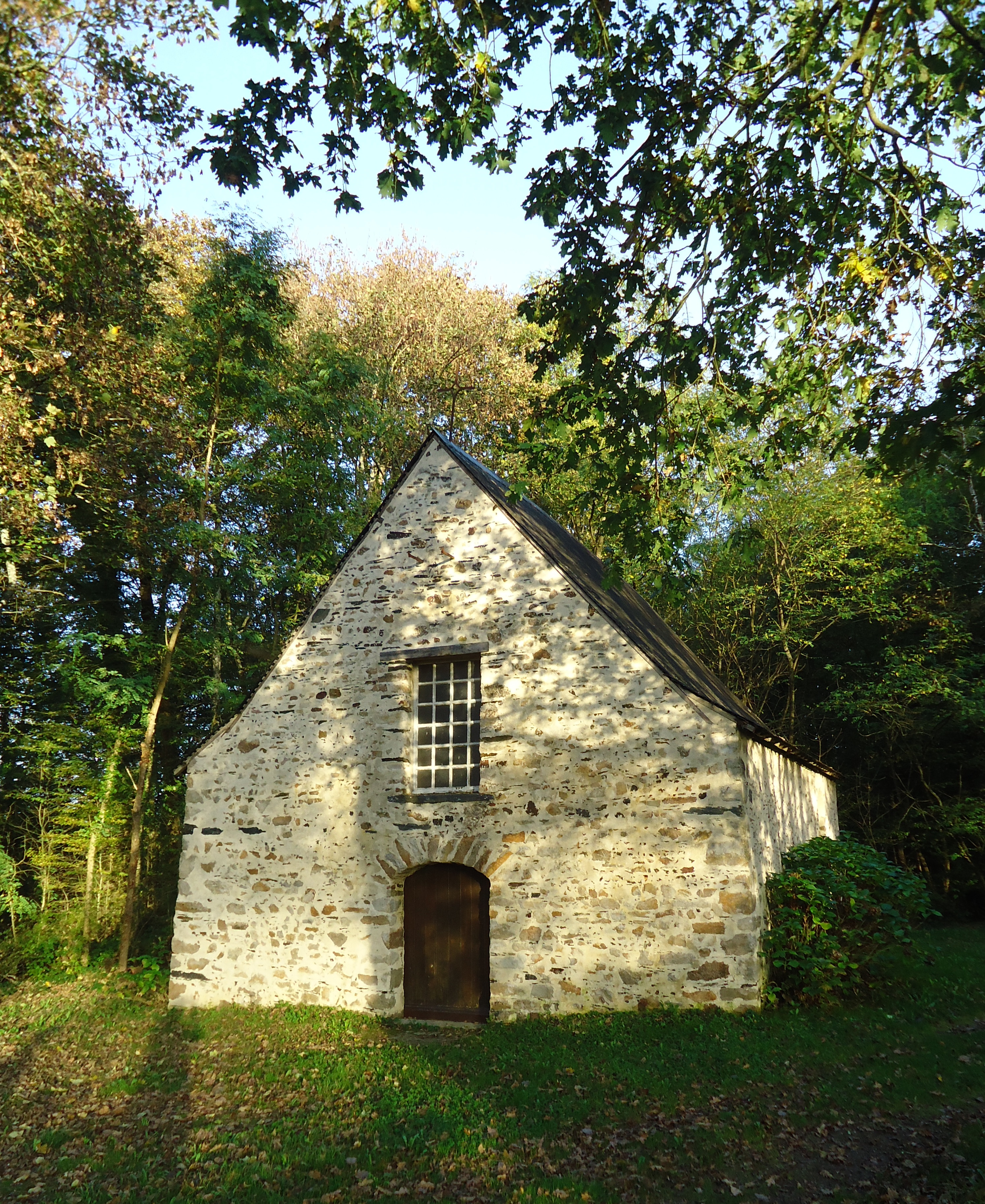
La chapelle Saint-Eloi de la forge des Hunaudières.

## Culture
Du 22 au 28 mars 2023, une équipe de tournage dirigée par Frédéric Berthe a investi le château du docteur Daguin, dans la commune, pour les besoins d’une nouvelle série télévisée : Mademoiselle Holmes, avec Lola Dewaere et Tom Villa.

## Personnalités liées à la commune
- Émile Récipon (1839-1895), député républicain opportuniste, fut maire de la commune.